# Cosmocloro
Il cosmocloro (simbolo IMA: Kos) è un minerale raro della classe dei minerali "silicati e germanati" con la composizione chimica NaCr[Si2O6] ed è quindi chimicamente un silicato di sodio-cromo. Strutturalmente, appartiene agli inosilicati e quindi al gruppo del pirosseno.

## Etimologia e storia
Il cosmocloro è stato scoperto per la prima volta nel meteorite ferroso Toluca, che è stato trovato nel comune di Jiquipilco in Messico. Il minerale fu descritto per la prima volta nel 1897 da Hugo Laspeyres, che lo chiamò così per la sua origine "cosmica" e il suo colore verde (greco antico χλωρός chlōrós "verde chiaro, verde-giallo").
Un minerale trovato nello stesso meteorite è stato descritto nel 1965 da Clifford Frondel e Cornelis Klein e chiamato ureyite in onore di Harold Urey. Tuttavia, A. Neuhaus scoprì nel 1967 che l'ureyite e il cosmocloro erano lo stesso minerale.

## Classificazione
Già nell'ormai obsoleta, ma ancora in uso, 8ª edizione della sistematica minerale secondo Strunz, il cosmocloro apparteneva alla classe degli "inosilicati", dove veniva elencato insieme a egirina, augite, diopside, esseneite, giadeite, jervisite, johannsenite, hedenbergite, kanoite, clinoenstatite, clinoferrosilite, namansilite, natalyite, omfacite, petedunnite, pigeonite, spodumene, con le quali forma il sottogruppo dei "clinopirosseni" con il sistema nº VIII/F.01 del gruppo dei pirosseni.
Anche la 9ª edizione della sistematica minerale secondo Strunz, valida dal 2001 e utilizzata dall'Associazione Mineralogica Internazionale (IMA), classifica il cosmocloro nel dipartimento degli "inosilicati". Tuttavia, questa è ulteriormente suddivisa in base alla struttura di formazione della catena, in modo che il minerale sia classificato nella suddivisione "inosilicati con catene singole di periodo 2, Si2O6; famiglia del pirosseno", dove insieme a egirina, giadeite, jervisite, namansilite e natalyite, forma il gruppo "Na-clinopirosseno, gruppo della giadeite" con il sistema nº 9.DA.25.
Pure la sistematica dei minerali Dana, utilizzata principalmente nel mondo anglosassone, classifica il cosmocloro nella categoria degli "inosilicati". Qui è membro del gruppo "C2/c Clinopirosseno (Na-Klinopirossen)" con il sistema nº 65.01.03c e si trova all'interno della suddivisione "inosilicati: catene semplici non ramificate, W=1 con catene P=2".

## Abito cristallino
Il cosmocloro cristallizza con sistema monoclino nel gruppo spaziale C2/c (gruppo nº 15) con i parametri reticolari a = 9,55 Å; b = 8,71 Å; c = 5,27 Å e β = 107,4°, oltre ad avere 4 unità di formula per cella unitaria.

## Origine e giacitura
Il cosmocloro si forma come componente essenziale in alcune giadeiti oltre alla giadeitite, ma si forma anche come minerale accessorio in alcuni meteoriti ferrosi. I minerali associati includono albite contenente cromo, cliftonite (una grafite pseudocubica), clorite, cromite, daubréelite, diopside, crinovite, richterite, roedderite e troilite.
Essendo una formazione minerale rara, il cosmocloro alla data del 2013 è stato rilevato solo in circa 10 siti. Oltre alla sua località tipo (il meteorite Toluca), il minerale si trova anche nel meteorite Coahuila, scoperto anch'esso in Messico.
Altri siti noti includono Tawmaw (Tawhmaw, Taw Maw) nello Stato Kachin in Myanmar, Mocchie nel comune italiano di Condove (Piemonte), il fiume Hime vicino a Itoigawa e il monte Ohsa vicino a Niimi sull'isola giapponese di Honshū, il meteorite Morakso scoperto in Polonia vicino a Poznań, la costa di Tersky sul Mar Bianco nella penisola di Kola e nella miniera di marmo di Perewal vicino alla città Sljudjanka nell'Oblast' di Irkutsk in Russia, il meteorite "Hex River Mountains" scoperto nel Capo Occidentale del Sudafrica e il meteorite "Canyon Diablo" scoperto nelle vicinanze del cratere Barringer in Arizona (Stati Uniti).

## Forma in cui si presenta in natura
Il cosmocloro sviluppa cristalli traslucidi, prismatici corti fino a circa due millimetri di lunghezza con una brillantezza simile al vetro sulle superfici, che sono prevalentemente disposti in aggregati minerali fibrosi e policristallini. In forma compatta, il suo colore è descritto come "verde smeraldo", ma può apparire verde o giallo in strati sottili.